# Bourghelles
Bourghelles ist eine französische Gemeinde mit 1.678 Einwohnern (Stand: 1. Januar 2022) im Département Nord in der Region Hauts-de-France. Sie gehört zum Arrondissement Lille und zum Kanton Templeuve-en-Pévèle. Die Einwohner werden Bourghellois und Bourghelloises genannt.

## Geographie
Bourghelles liegt etwa 14 Kilometer südöstlich des Stadtzentrums von Lille und vier Kilometer westlich der Grenze zu Belgien. Umgeben wird Bourghelles von den Nachbargemeinden Camphin-en-Pévèle im Norden, Wannehain im Nordosten und Osten, Bachy im Osten und Südosten, Cobrieux im Süden sowie Cysoing im Westen.

## Bevölkerungsentwicklung
| Jahr                       | 1962 | 1968 | 1975 | 1982 | 1990 | 1999 | 2006 | 2013 | 2020 |
| Einwohner                  | 841  | 922  | 1132 | 1160 | 1232 | 1418 | 1494 | 1642 | 1670 |
| Quellen: Cassini und INSEE |      |      |      |      |      |      |      |      |      |

## Sehenswürdigkeiten

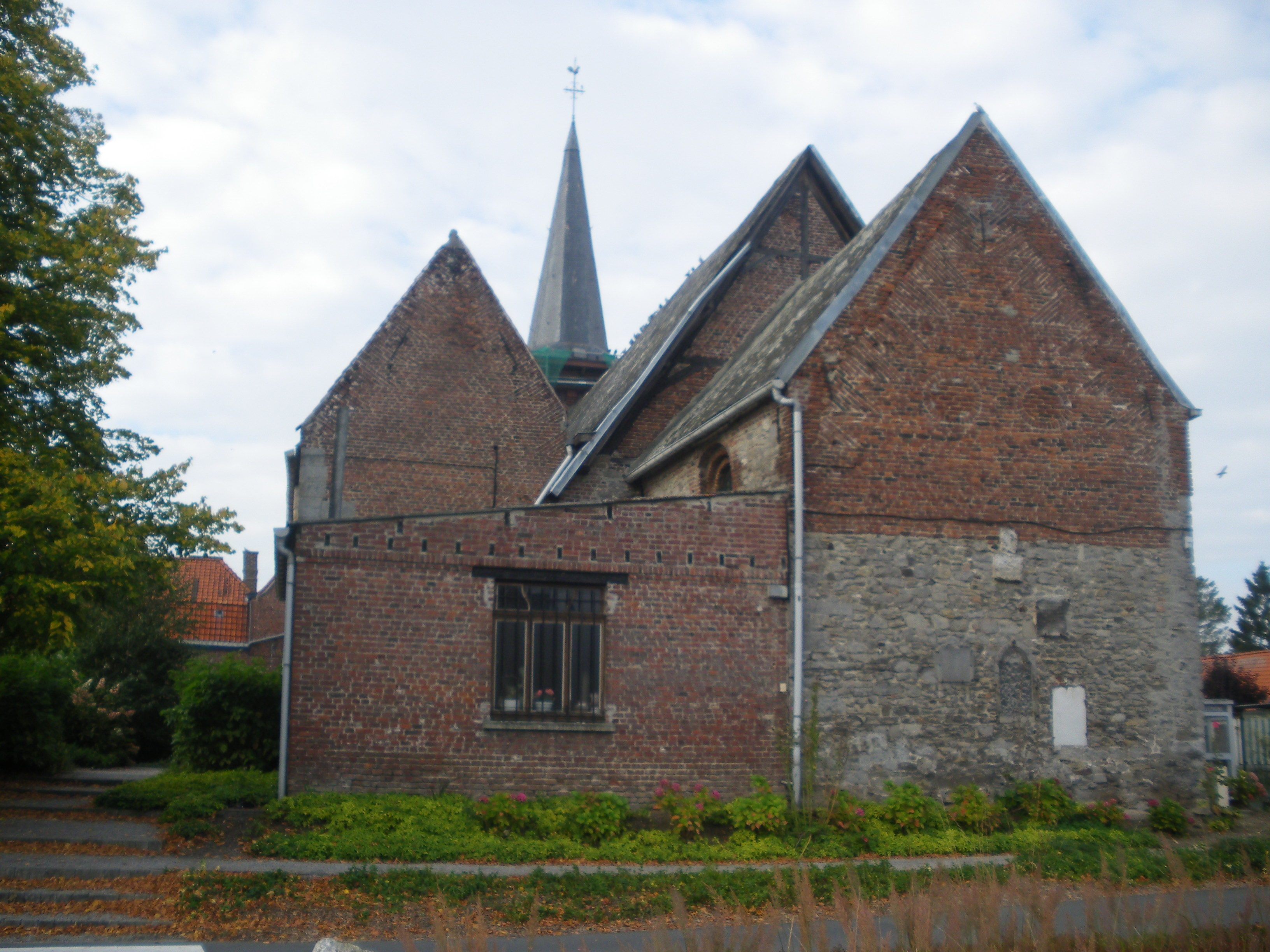
Kirche Saint-Pierre
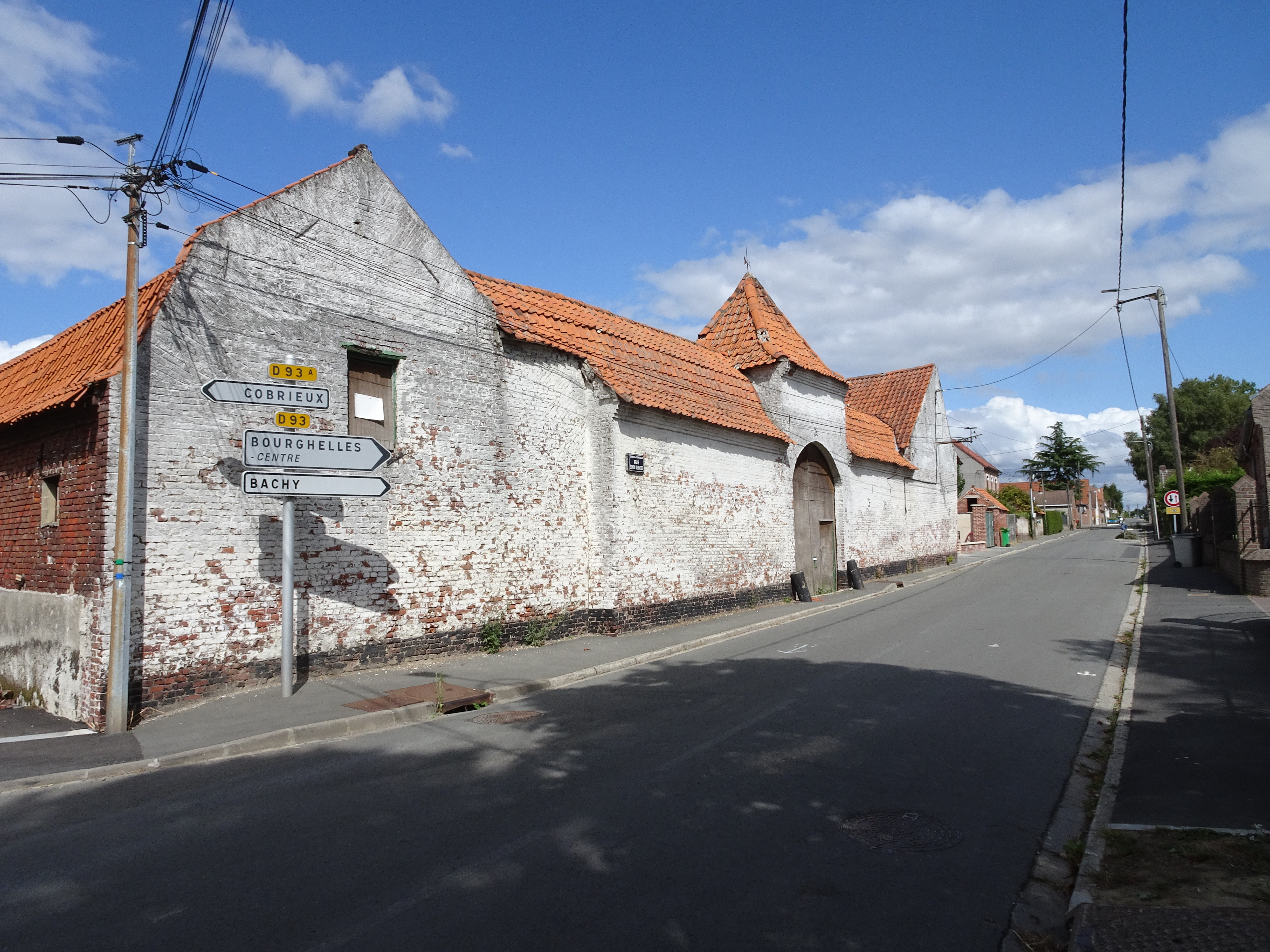
ehemalige Templer-Kommandantur

- Kirche Saint-Pierre
- Ehemalige Templer-Kommandantur